# イランの大統領
イランの大統領（イランのだいとうりょう、波: رئیسجمهور ایران）は、イラン・イスラム共和国の元首および行政府の長たる大統領である。

## 概説
通常の共和国では大統領のみが国家元首であるが、イランは大統領の上位に位置する最高指導者が元首とされる。大統領は、外交官の接受や、派遣する大公使の信任状への署名、条約の締結、勲章の授与など国家元首としての職能の一部を有しており、最高指導者と元首の権能を分有していると考えられる。

## 選出
大統領の任期は4年、連続再選は2期までである。
大統領選は性別に無関係な完全普通選挙制度を取っており、15歳以上の全国民による直接選挙により選出される。イラン革命当初、有権者の年齢は革命前の20歳から16歳に引き下げられ、イラン・イラク戦争時に15歳に引き下げられた。その後は、若年層の票が改革派に集中することを危惧する保守派と、改革派との駆け引きにより、有権者年齢は上下を繰り返している。
大統領選挙の候補者になるには、イランの上院に当たる監督者評議会（最高指導者が選出した6人のイスラム法学者と、司法権長が指名しマジュレス（国会）が選出した6人の一般法学者の、12名からなる）による承認が必要である。イラン・イスラーム共和国憲法には、大統領選挙の被選挙人の要件として以下のものが挙げられている。
1. 男性である
2. 出自がイラン人［イラン系民族］[要検証 – ノート]である
3. イラン国籍を有する
4. 行政の能力を有する
5. 犯罪歴がないなど、経歴が良好である
6. 誠実であり敬虔である
7. イラン・イスラーム共和国の基礎となる原則と、国家の公式学派（ジャアファル法学派。イラン国教のシーア派十二イマーム派と同一視される）の信奉者である

監督者評議会は、これらの要件を満たさないとされる候補者を拒否できるため、評議会は大統領の権力に対するチェック機能を有する。1997年の大統領選挙では、立候補した238人のうち、ほとんどが政治家として有名ではなく行政能力も欠如していることを理由に拒否され、評議会が承認した候補者はわずか4人であった。このためイラン国外からは、最高指導者および評議会はこの制度を通じて、保守的なイスラム主義者しか大統領になれないよう制限を加えていると批判している。国外の批判に対して、評議会はこれまでも改革派が大統領候補として承認されてきたことをもって反論している。
評議会が候補者を承認し発表すると、ただちにポスターやメディアを使った選挙活動が始まる。大統領は投票数の内、絶対過半数を得た者が当選する。一回目の投票で過半数を取った候補者がいない場合は、上位2名による決選投票が実施される。当選結果を監督者評議会が承認し、任命権を持つ最高指導者が認証式を行うことにより、当選者は大統領となる。

## 大統領の一覧
| 代  | 大統領                                                                                      | 大統領           | 所属政党                        | 期                          | 在任期間                       | 在任期間    | 備考                        |
| --- | ------------------------------------------------------------------------------------------- | ---------------- | ------------------------------- | --------------------------- | ------------------------------ | ----------- | --------------------------- |
| 001 | アボルハサン・バニーサドル ابوالحسن بنی‌صدر Abolhassan Banisadr （1933‐2021）                |                  | 無所属                          | 1                           | 1980年2月4日 - 1981年6月22日   | 1年 + 138日 | 任期満了前に解任            |
| 00- | 臨時大統領評議会                                                                            | 臨時大統領評議会 | 臨時大統領評議会                | 1                           | 1981年6月22日 - 1981年8月2日   | 41日        | 大統領代行                  |
| 002 | モハンマド・アリー・ラジャーイー محمدعلی رجایی Mohammad-Ali Rajai （1933‐1981）             |                  | イスラーム共和党 （保守派）     | 2                           | 1981年8月2日 - 1981年8月30日   | 28日        | 在任中に死去                |
| 00- | 臨時大統領評議会                                                                            | 臨時大統領評議会 | 臨時大統領評議会                | 2                           | 1981年8月30日 - 1981年10月13日 | 44日        | 大統領代行                  |
| 003 | アリー・ハーメネイー سید علی خامنه‌ای Ali Khamenei （1939‐）                                 |                  | イスラーム共和党 （保守派）     | 3                           | 1981年10月13日 - 1985年8月16日 | 7年 + 294日 |                             |
| 003 | アリー・ハーメネイー سید علی خامنه‌ای Ali Khamenei （1939‐）                                 | 4                | イスラーム共和党 （保守派）     | 1985年8月16日 - 1987年      |                                | 7年 + 294日 |                             |
| 003 | アリー・ハーメネイー سید علی خامنه‌ای Ali Khamenei （1939‐）                                 | 4                | 闘う法学者協会 （保守派）       | 1987年 - 1989年8月3日       | 党籍変更                       | 7年 + 294日 |                             |
| 004 | ハーシェミー・ラフサンジャーニー اکبر هاشمی رفسنجانی Akbar Hashemi Rafsanjani （1934‐2017） |                  | 闘う法学者協会 （保守派）       | 5                           | 1989年8月3日 - 1993年8月3日    | 7年 + 364日 |                             |
| 004 | ハーシェミー・ラフサンジャーニー اکبر هاشمی رفسنجانی Akbar Hashemi Rafsanjani （1934‐2017） | 6                | 闘う法学者協会 （保守派）       | 1993年8月3日 - 1997年8月2日 |                                | 7年 + 364日 |                             |
| 005 | モハンマド・ハータミー سید محمد خاتمی Mohammad Khatami （1943‐）                            |                  | 闘う聖職者協会 （改革派）       | 7                           | 1997年8月2日 - 2001年8月8日    | 8年 + 1日   |                             |
| 005 | モハンマド・ハータミー سید محمد خاتمی Mohammad Khatami （1943‐）                            | 8                | 闘う聖職者協会 （改革派）       | 2001年8月8日 - 2005年8月3日 |                                | 8年 + 1日   |                             |
| 006 | マフムード・アフマディーネジャード محمود احمدینژاد Mahmoud Ahmadinejad （1956‐）            |                  | イスラーム技術者集団 （保守派） | 9                           | 2005年8月3日 - 2009年8月3日    | 8年 + 0日   |                             |
| 006 | マフムード・アフマディーネジャード محمود احمدینژاد Mahmoud Ahmadinejad （1956‐）            | 10               | イスラーム技術者集団 （保守派） | 2009年8月3日 - 2013年8月3日 |                                | 8年 + 0日   |                             |
| 007 | ハサン・ロウハーニー حسن روحانی Hassan Rouhani （1948‐）                                    |                  | 建設の幹部党 （穏健派）         | 11                          | 2013年8月3日 - 2017年8月5日    | 8年 + 0日   |                             |
| 007 | ハサン・ロウハーニー حسن روحانی Hassan Rouhani （1948‐）                                    | 12               | 建設の幹部党 （穏健派）         | 2017年8月5日 - 2021年8月3日 |                                | 8年 + 0日   |                             |
| 008 | エブラーヒーム・ライースィー سید ابراهیم رئیسی Ebrahim Raisi （1960‐2024）                  |                  | 闘う法学者協会 （保守派）       | 13                          | 2021年8月3日 - 2024年5月19日   | 2年 + 290日 | 在任中に死亡                |
| 00- | モハンマド・モフベル محمد مخبر Mohammad Mokhber （1955‐）                                   |                  | 無所属                          | 13                          | 2024年5月20日 - 2024年7月28日  | 69日        | 大統領代行 （第一副大統領） |
| 009 | マスウード・ペゼシュキヤーン مسعود پزشکیان Masoud Pezeshkian （1954‐）                      |                  | 無所属 （改革派）               | 14                          | 2024年7月28日-                 | 322日       |                             |